# Elatostema velutinum
Elatostema velutinum là loài thực vật có hoa trong họ Tầm ma. Loài này được (Warb.) K.Schum. mô tả khoa học đầu tiên năm 1905.